# Vladimir Šujster
Vladimir Šujster, född den 26 maj 1972 i Zagreb, Kroatien, är en kroatisk handbollsspelare.
Han tog OS-guld i herrarnas turnering i samband med de olympiska handbollstävlingarna 1996 i Atlanta.